# Победа (област Плевен)
Вижте пояснителната страница за други значения на Победа.
Побѐда е село в Северна България. То се намира в община Долна Митрополия, област Плевен.

## География
Село Победа се намира на 5 км от общинския център град Долна Митрополия и на 15 от град Плевен. Землището на село Победа се намира западно по течението на р. Вит. На запад и север то граничи със землищата на гр. Тръстеник и с. Подем. На изток със селата Божурица и Биволаре, на юг- с гр. Долна Митрополия.
	Релефът на населеното място е абсолютно равнинен, без хълмове, височини и долове.
Климатът е умерено- континентален. Зимата е истинска зима – с дълго задържащ се сняг, а лятото е топло и горещо. Температурите през лятото достигат 35-40 градуса, а през зимата падат до – 10-15. Валежите са недостатъчни, не са рядкост летните засушавания. Дъждовете през лятото са рядко явление, но когато ги има, обикновено са бурни и мощни, като „из ведро“. Преобладават северозападни ветрове.
Почвите в населеното място са чернозем и алувиално- ливадни. В съчетание с климатичните условия те способстват за виреене и получаване на добиви над средното равнище за страната от пшеница, царевица, слънчоглед, люцерна и др. Благоприятният като цяло климат в района е подходящ за отглеждане на зърнено житни култури и зеленчуци.
На територията на селото има типични дървесни видове, характерни за равнинните райони в България. Има отделни вековни широколистни дървета, защитени от унищожаване. В самото населено място растителността е много и е разнообразна, като един голям парк, но извън селото няма гори и е почти обезлесено.
Животинският свят е разнообразен предимно по отношение на птиците. Липсата на горски масиви и наблюдаващото се трайно засушаване доведе до изчезването да представителите на фауната, срещащи се до скоро.

## История
През 1890 г. в землището на бивше татарско село Демир кьой, Плевенската окръжна постоянна комисия, основава Плевенски окръжен образцов чифлик „Демир кьой“. С Указ № 98 на княз Фердинанд от 1893 г. се разрешава преименуването в чифлик „Климентина“, под надзора на Плевенското винарско училище. От 1895 г. чифликът става държавен, на пряко подчинение на Министерството на търговията и земеделието. От 1902 г. е Плевенски държавен конезавод, а от 1912 г. - Държавен завод за добитък „Клементина“. На 16 януари 1943 г. с министерска заповед чифлик „Клементина“ е присъединен като квартал на село Биволаре. Със Заповед на Министерството на земеделието от 1947 г. е преименуван на Завод за добитък „Г. Димитров“.
Във връзка със строежа на язовир „Искър“, в чашката на който попадат селата Горни Пасарел, Шишманово и Калково e приет план за настаняване на преселниците, утвърден с постановление от 1953 г., според който 68 домакинства от село Горни Пасарел се настаняват в Държавно земеделско стопанство „Г. Димитров“ Плевенско. През пролетта на 1954 г. в построеното селище пристигат 42 семейства, като впоследствие трайно остават 11 семейства. Хората се настаняват в новите си домове, в нов непознат за тях край от България, с различна от родния край природа, с нелеката задача да приспособят планинския си дух и да заживеят не само в нова среда, но и сред нови съседи. 
През 1961 г. населената местност се признава за самостоятелно село с име Победа. През този период в селото е прекаран водопровод за питейна вода с водоизточник от ДЗС, като първоначално има само няколко улични чешми. Започнато е оформянето на улици и първите метри улични тротоари. По-късно е построена търговско-административна сграда, в която участие имат Кметството, РПК и Пощата. Селото се електрифицира, постепенно се асфалтират основните улици и се извършва телефонизация на домакинствата. През 1986 г. е построено детското автоградче. В село Победа функционира здравна служба с лекарски и зъболекарски кабинети. Тя се помещава в изцяло ремонтирана и обновена сграда, съобразена с новите изисквания за това.

## Редовни събития
Празникът на селото е в последната събота на месец май.
1. ↑  www.grao.bg